# Periplo del mar Eritreo
El Periplo del mar Eritreo (Περίπλους τῆς Ἐρυθρᾶς Θαλάσσης; Periplus Maris Erythraei) es un periplo griego que describe la navegación y las oportunidades de comercio desde puertos egipcio-romanos como Berenice, a lo largo de la costa del mar Rojo y África Oriental, hasta la India. 

## Descripción

Nombres, rutas y localidades del Periplo del mar Eritreo

El texto ha sido datado entre los siglos I y III, aunque la fecha más aceptada es de mediados del siglo I. Tras haber sido atribuido mucho tiempo al geógrafo Flavio Arriano (Flavius Arrianus Alexandrinus), la crítica filológica convino en que la identidad del autor es desconocida.
Parece ser la descripción de primera mano de un comerciante egipcio que escribe en griego. Este texto es único por las descripciones precisas de las zonas recorridas. Aunque «Mar Eritreo» se refiere generalmente al mar Rojo, nombre que es su traducción exacta, para los antiguos griegos la definición incluía el golfo Pérsico y el océano Índico.
La obra, toda en griego, consta de 66 capítulos, la mayoría de un párrafo de longitud. En muchos casos la descripción de los lugares es lo suficientemente precisa como para identificar inequívocamente las localizaciones actuales; en otros no lo es tanto. Por ejemplo se menciona Rhapta como el mercado más importante en la costa africana de Azania, pero hay al menos cinco localidades que se ajustan a la descripción, desde el sur de Tanga hasta el delta del río Rufiji. La descripción de la costa india menciona explícitamente el río Ganges, pero China es confusamente descrita como la gran ciudad interior Thina, productora de seda.

## Mercancías y comercio de esclavos
Otra característica interesante del Periplo es que algunas palabras que describen mercancías objeto de comercio no se conocen en ninguna otra obra literaria, con lo que su significado real solo es una elucubración. Por otro lado, el Periplo describe ampliamente algunos de los mejores emporios para la compraventa de esclavos.  Por ejemplo, el capítulo 8 reza:

Desde Malao (Berbera) está a dos rumbos del mercado de Moundou, donde los barcos anclan con más seguridad por una isla que está muy cerca de la tierra.  Las importaciones a éste son como se ha dicho [el capítulo 8 menciona hierro, oro, plata, vasos, etc.], y de él igualmente se exportan las mismas mercancías [el capítulo 8 menciona mirra, douaka, makeir, y esclavos], y goma fragante llamada mokrotou.  Los habitantes que comercian aquí son más obstinados.

Plantea el Periplo en su capítulo décimo tercero que Opone fue sitio excelente para la compra de los mejores esclavos: 

Y luego, después de navegar cuatrocientos stadia a lo largo de un promontorio, hacia cuyo lugar la corriente también te arrastra, hay otra ciudad-mercado llamada Opone, en la que se importan las mismas cosas que las ya mencionadas, y en ella se produce la mayor cantidad de canela, (el arebo y la moto), y esclavos de la mejor clase, que se llevan a Egipto en número creciente; y una gran cantidad de carey, mejor que el que se encuentra en otros lugares.
Periplo, §13

También explica el Periplo que hay sitios en la costa africana donde no siempre hay disponibilidad de esclavos: 

Después de Avalites hay otra ciudad-mercado, mejor que ésta, llamada Malao, distante a vela unos ochocientos estadios. El fondeadero es una rada abierta, protegida por un espigón que sale del este. Aquí los nativos son más pacíficos. Se importan a este lugar las cosas ya mencionadas, y muchas túnicas, mantos de Arsinoe, vestidos y teñidos; tazas para beber, láminas de cobre blando en pequeña cantidad, hierro, y moneda de oro y plata, no mucha. Se exporta de estos lugares mirra, un poco de incienso, (el conocido como far-side), la canela más dura, duaca, copal indio y macir, que se importan a Arabia; y esclavos, pero raramente.
Periplo, §8

El periplo describe también cómo Hípalo fue el primero en descubrir la ruta directa desde el mar Rojo hasta el sur de India.

## Manuscrito
El texto que ha llegado hasta nosotros deriva de un manuscrito bizantino del siglo X en letra minúscula, guardado en las colecciones de la Universidad de Heidelberg, y de una copia de este, del siglo XIV o XV, en el Museo Británico. En el primero es donde el texto se atribuye al ya citado Flavio Arriano, probablemente por la cercanía temporal a su Periplus Pontus Euxini. La primera edición moderna del texto se debió a Segismundo Gelenio, publicada en 1553.